# Polystichum vestitum
Polystichum vestitum is een naaldvaren uit de niervarenfamilie (Dryopteridaceae). 
De soort komt voor op het Noordereiland en het Zuidereiland van Nieuw-Zeeland. Verder komt de soort voor op de Chathameilanden en op de subantarctische Snareseilanden, Antipodeneilanden, Aucklandeilanden, Campbell-eiland en het bij Australië behorende Macquarie-eiland. Hij groeit daar vanaf de kust tot in alpiene gebieden. In het noordelijke deel van zijn verspreidingsgebied beperkt de soort zich tot koude bergachtige gebieden, maar verder naar het zuiden breidt hij zich geleidelijk uit naar lagere hoogten. Hij groeit daar langs bosranden, in ravijnbodems en pollengraslanden.
... · 
P. acrostichoides · 
P. aculeatum (Stijve naaldvaren) · 
P. braunii · 
P. drepanum · 
P. falcinellum · 
P. lonchitis (Lansvaren) · 
P. munitum (Zwaardvaren) · 
P. setiferum (Zachte naaldvaren) · 
P. webbianum · 
P. woronowii · 
P. vestitum · 
...